# 김경선 (조선)
김경선(金景善, 1788년 ~ 1853년)은 조선 후기의 문신이다. 자는 여행(汝行), 본관은 청풍(淸風)이다.
청나라에 다녀오면서《연원직지(燕轅直指)》라는 연행록을 남겼다.

## 가족 관계
- 증조부 : 김성재(金聖梓)
  - 조부 : 김안묵(金安黙)
    - 아버지 : 김기풍(金基豊)
    - 어머니 : 유한장(兪漢蔣)의 딸
      - 부인 : 이희갑(李羲甲)의 딸
        - 아들 : 김익문(金益文)